# Dario Dončević
Dario Dončević (* 12. Januar 1958 in Buenos Aires) ist ein deutscher Schachspieler, der seit 1996 für den kroatischen Schachverband spielt.

## Schach
Im Jahr 1974 nahm Dario Dončević in Bergisch Neukirchen an der Jugendmeisterschaft des Schachverbandes Mittelrhein teil.

### Erfolge

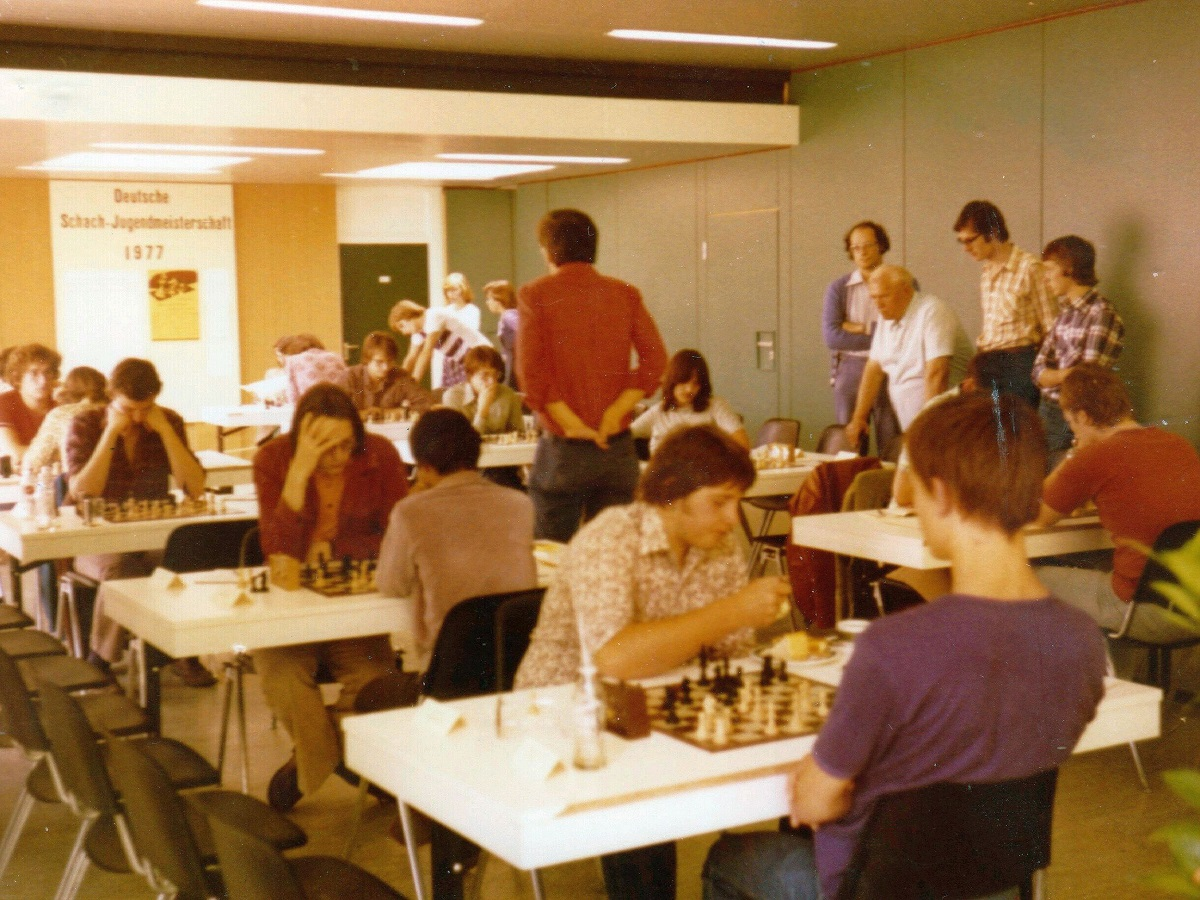
Deutsche Jugend-Einzelmeisterschaft 1977 in Wallrabenstein

Er war Gewinner der Jugendmeisterschaft der Bundesrepublik Deutschland 1977 in Wallrabenstein.
Im Jahr 1979 wurde er mit der SG Porz Deutscher Mannschaftsmeister in Bad Kissingen. Robert Hübner und Vlastimil Hort spielten an den ersten zwei Brettern.
Den Titel Internationaler Meister erhielt er von der FIDE im Jahr 1986.

### Vereine
Mannschaftskämpfe spielte er für den SV 03/25 Koblenz, zunächst in der zweiten Bundesliga (Gruppe Südwest). In der 1. Schachbundesliga spielte er in den Jahren 1982 bis 1994 jedes Jahr für seinen Koblenzer Verein.